# Luigi Fabbri (politico 1888)
Luigi Fabbri (Conselice, 21 febbraio 1888 – Roma, 8 novembre 1966) è stato un politico, sindacalista e partigiano italiano.

## Biografia
A venti anni dirigeva cooperative agricole di lavoro in Romagna. Dopo aver partecipato alla Prima guerra mondiale, fu designato alla direzione della Camera del lavoro di Budrio e diresse grandi lotte contadine, collezionando una serie di denunce ed arresti. Eletto nel 1921 deputato socialista, fu rieletto nel 1924 e, avendo partecipato alla Secessione dell'Aventino, nel 1926 fu dichiarato decaduto. Segretario regionale socialista per l'Emilia, dopo l'approvazione delle Leggi eccezionali fasciste fu arrestato e condannato a cinque anni di confino. Dopo aver subito arresti anche durante la permanenza a Ponza ed Ustica, fu rimesso in libertà nel 1931. Tentò invano di trovare un lavoro a Firenze, quindi si stabilì a Milano, da dove dopo l'8 settembre 1943 si trasferì nel comasco per prendere parte attiva alla Resistenza.
All'indomani della Liberazione, Luigi Fabbri fu nominato sindaco di Mirabello Comasco e quindi chiamato a far parte della Consulta nazionale. Nel 1946 è segretario socialista della Confederterra nazionale, Fabbri fu candidato per il PSI al Senato nel Collegio di Terni. Eletto nel 1948, fu riconfermato nelle due successive legislature, concludendo il proprio mandato nel 1963.